# El legado (álbum)
El legado es el nombre de un álbum de estudio del grupo colombiano de heavy metal Kraken. Fue lanzado al mercado el 30 de junio de 2017 a través de Psychophony Records.

## Lista de canciones
| N.º | Título                             | Duración |  |
| 1.  | «Elkin Ramírez Ensayo (1982)»      | 03:57    |  |
| 2.  | «Elkin Ramírez Ensayo II (1982)»   | 03:52    |  |
| 3.  | «América ensayo (1991)»            | 05:12    |  |
| 4.  | «Desde el exilio (2009)»           | 04:53    |  |
| 5.  | «El tiempo no miente jamás (2009)» | 04:26    |  |
| 6.  | «La barca de los locos (2013)»     | 04:54    |  |